# Мунгос ракојед
Мунгос ракојед (лат. Urva urva) је врста сисара из реда звери и породице мунгоси (Herpestidae), припада роду Urva широко распрострањена у Азији. Достиже дужину од приближно 50 центиметара без репа, са телесном масом која може да достигне до 4 килограма. Вероватно води 24-часовни начин живота, иако се његова главна активност јавља ујутру и увече. Храни се углавном бескичмењацима и малим кичмењацима, које лови у близини водених станишта. Због широког географског распрострањења, способности да насели различите екосистеме и стабилне популационе бројности, ова врста тренутно не се сматра за угрожену.

## Таксономија
Врсту је први пут описао у складу са правилима биномне номенклатуре 1836. године британски природњак Брајан Хотон Хоџсон, дајући јој име Gulo urva на основу примерка који потиче из централног Непала, иако је у Енглеској било неколико примерака које је донео генерал Томас Хардвик око 1824. године. Аутор је навео „централне и северне регионе“ Непала као типски локалитет холотипа. Репрезентативни узорак представљао је зрео мужјак, чији су физички остаци укључивали кожу (BMNH 43.1.12.33) и лобању (BMNH 45.1.8.54). Уз номинативну подврсту, идентификоване су додатне три подврсте; које су карактерисане по разликама у морфологији и пигментацији лобање. Таксономска анализа је извршена у прошлости, што оставља простор за неизвесност у вези са дистинкцијом подврста, указујући на потребу за детаљном таксономском ревизијом. Основне таксономске информације о подврстама (изузев номинативне) су приказане у следећој табели:
| Подврста         | Оригинално име            | Аутор и година описа | Типски локалитет       | Холотип                                        |
| ---------------- | ------------------------- | -------------------- | ---------------------- | ---------------------------------------------- |
| U. u. annamensis | Herpestes urva annamensis | Bechthold, 1936      | Фуквок, Вијетнам       | Одрасла женка (кожа и лобања) (BMNH 28.7.1.42) |
| U. u. formosanus | Herpestes urva formosanus | Bechthold, 1936      | Формоза                | Одрасла женка (кожа и лобања) (ZMB 21171)      |
| U. u. sinensis   | Herpestes urva sinensis   | Bechthold, 1936      | Гуангдунг, јужна Кина. | Одрасли мужјак (кожа и лобања) (ZMB 36597)     |

Филогенска анализа која су обавили Патоу и сарадници 2009. године - користећи секвенце митохондријске и нуклеарне ДНК - потврдила су предпоставку да је Urva brachyura сестрински таксон Urva, што је већ било предложено на основу анатомских и хромозомских карактеристика. Обе ове врсте припадају грани која обухвата азијске мунгосе из рода Urva. Еволуциони пут U. brachyura–U. urva одвојио се од осталих азијских чланова овог рода вероватно у касном миоцену, пре приближно 11-8 милиона година.

## Етимологија
- Urva и urva: непалски назив Arva за мунгоса који се храни раковима.[19]
- cancrivora: лат. cancer, canceris „рак”; -vorus „-ждер”, od vorare „прождерати”.[20]
- annamensis: Анам, француски протекторат, Француска Индокина (сада централни Вијетнам)[20]
- formosanus: Формоза (порт. Formosa), некадашњи назив за Тајван[20]
- sinensis: новолат. Sinensis „кинески”, од Sina „Кина”, од старолатинског. Sinae „кинески”, од грч.  Sinai „кинески”. Такође често коригован на топоним chinensis и sinicus[20]

## Распотрањеност
Ова врста се јавља у Бангладешу, југоисточној Кини, Лаосу, Малезији, Мјанмару, Непалу, североисточној Индији, Тајвану, Тајланду, Вијетнаму и Камбоџи. Ова врста обитава у различитим екосистемима, укључујући зимзелена и листопадна шумска станишта, као и плантаже, преферирајући простор у близини воде. Често се може наћи у пољима пиринча и другим аграрним областима, а понекад и у околини људских насеља и индустријских зона. Urva се ретко налази на високим планинским висинама, али су у Индији забележени примерци на надморским висинама од 1.650 до 2.000 метара, указујући на то да ова врста у неким регионима преферира брдовите и планинске области. У Индији је забележен у Асаму и Аруначал Прадешу. У Бангладешу је забележен на источним шумовитим брдима у областима Силхет и Читагонг. У Мјанмару је забележен на планини Бумпа Бум на надморској висини до 930 метара, у долини Хукавнг, националном парку  Пегу и осталим парковима током истраживања између 2001. и 2003. године. У Кини је током истраживања између 1997. и 2005. године забележено присуство мунгоса ракоједа у суптропској шуми и кречњацима у провинцијама Гуангси, Гуангдунг и Хајнан.
Распрострањеност варира у зависности од подврсте:
- U. urva urva – Непал преко Индокине до Малезијског полуострва.
- U. urva annamensis – Вијетнам.
- U. urva formosana – Тајван.
- U. urva sinensis – јужна Кина (укључујући острво Хајнан).

## Опис
Мунгос ракојед је релативно велика врста мунгоса, са дужином тела 44–55,8 центиметара, реп је дужине 26,5–34 центиметара, уши од 2,9–3,5 цм, стопала 9–10,9 цм. Достиже тежину од приближно 3–4 килограма, при чему су мужјаци већи и тежи од женки. Боја крзна је челично сива, смеђа или црнкаста, на трбуху светлија. Има густу длаке са белом мрљом на врху главе, брада му је бела, а грло сиво. Длака на врху је прилично дуга (око 4-5 цм на леђима). Реп је релативно кратак са белим или жућкастим врхом. Има витку глава са малим ушима. Брада и грло су бели. Зашиљена бела пруга се простиже од угла уста до рамена. Кратки удови су браон или црне боје, који се завршавају кратким, јаким канџама. Табани су скоро потпуно длакави. Са обе стране ануса налазе се две аналне жлезде величине трешње. Из ових жлезда ослобађа секрет непријатног мириса. Маса мозга мунгоса ракоједа дугог 50,7 цм и тежине 2,36 кг износи приближно 20,91 грама. Његова зубна формула се састоји од 40 зуба:
{\displaystyle {I3\cdot C1\cdot P4\cdot M2 \over I3\cdot C1\cdot P4\cdot M2}}

### Генетика
Кариотип је 2n = 35/36.

## Понашање
Понашање ове врсте је мало истражено. Мунгос ракојед највероватније функционише по принципу 24-часовног циклуса активности, са највећом активношћу у јутрарњим и вечерњим сатима. Ова врста обично живи у групама од око четири животиње и користи јазбине у земљи или пукотине стена као станиште. Мунгоси ракоједи су способни да пливају и роне, а њихов период размножавања још увек није потпуно истражен. Мужјаци који су ухваћени у марту и априлу имају релативно велике тестисе, што може укаживати на чињеницу да је то период размножавања. Трудноћа код женки траје између 50 и 63 дана, а по окончању тог периода рађа се 2-4 младунца. Исхрана овог мунгоса укључује мале сисаре, гмизавце, рибе, инсекте, ракове и мекушце које лове на ивици потока. Користећи своје удове, могу извадити ракове и пужеве из пукотина стена или испод камења, а може и да копа у земљи. Тачан састав исхране варира у зависности од екосистема који насељава − мунгоси који живе поред потока хране се првенствено инсектима и раковима, док у исхрани мунгоса који живе поред бара доминирају водоземци. Упркос њиховом уобичајеном називу, њихова исхрана се састоји не само од ракова, већ и од било чега другог што могу да улове, укључујући рибе, пужеве, жабе, глодаре, птице, гмизавце и инсекте. У заточеништву, ове животиње могу живети до 12-13 година.

## Важност за људе
Због своје кратковидности и велике жилавости, овој животињи је лако прићи. Аутохтони становници Тајвана лове овог сисара, а његово месо једу сирово. Капути направљени од коже ових животиња се обично продају на пијацама у Кини. У Камбоџи, близу границе са Тајландом, живи мунгоси ракоједи се продају као кућни љубимци, понекад су хваљени као „добри хватачи пацова“. Кожом и месом се тргује у провинцији Јунан на граници са Вијетнамом.

## Паразити и болести
Појединци мунгоса ракоједа, ухваћени на локалитету на Тајвану, показали су знакове инфекције нематодом Pulmostrongylus herpestis у кардиопулмонарном систему. Детектована је и присутност јаја и црва нематода из рода Capillaria. У контролисаним лабораторијским условима, ова врста може бити експериментално инфицирана нематодом Angiostrongylus cantonensis. Новооткривена врста гриња, Herpetacarus pagumae, идентификована је на мунгосу ракоједу и на хималајском цибету (Paguma larvata). Осим тога, мунгос је идентификован као носилац за спирохете Laptospira maru и Laptospira mozdok, патогене који су у стању да изазову болест познату као лептоспироза.

## Угроженост
На Црвеном списку угрожених врста IUCN Међународне уније за заштиту природе, Urva urva је класификована као LC ( најмање забрињавајуће). Ова врста је обухваћена Вашингтонским споразумом о заштити врста (прилог III) и законски је заштићен у Кини, Тајланду, Мјанмару и Малезији. Популација мунгоса ракоједа остаје стабилна, што је резултат њихове широке географске распрострањености и способности да колонизују разноврсне екосистеме. Ова врста се тренутно не сматра у опасности од изумирања. Ипак, активности као што су лов за месом и кожом, као и случајно ухвати у замке, могу довести до смањења локалне популација мунгоса ракоједа.